# Senat Klose II
Der Senat Klose II bildete vom 28. Juni 1978 bis zum 24. Juni 1981 die Hamburger Landesregierung.
| Amt                                                                                                | Name                                    | Partei | Partei    |
| -------------------------------------------------------------------------------------------------- | --------------------------------------- | ------ | --------- |
| Erster Bürgermeister                                                                               | Hans-Ulrich Klose                       |        | SPD       |
| Zweite Bürgermeisterin                                                                             | Helga Elstner                           |        | SPD       |
| Gesundheitsbehörde                                                                                 | Helga Elstner                           |        | SPD       |
| Justizbehörde                                                                                      | Frank Dahrendorf bis 26. September 1979 |        | SPD       |
| Justizbehörde                                                                                      | Eva Leithäuser ab 28. November 1979     |        | SPD       |
| Behörde für Jugend, Schule und Berufsbildung ab 1. März 1980: Behörde für Schule und Berufsbildung | Joist Grolle                            |        | SPD       |
| Arbeits- und Sozialbehörde ab 1. April 1980: Behörde für Arbeit, Jugend und Soziales               | Jan Ehlers                              |        | SPD       |
| Behörde für Wissenschaft und Kunst bis 30. November 1978                                           | Hansjörg Sinn gemeinsam mit             |        | parteilos |
| Behörde für Wissenschaft und Kunst bis 30. November 1978                                           | Wolfgang Tarnowski                      |        | SPD       |
| Baubehörde                                                                                         | Volker Lange                            |        | SPD       |
| Behörde für Wirtschaft, Verkehr und Landwirtschaft                                                 | Jürgen Steinert                         |        | SPD       |
| Behörde für Inneres                                                                                | Werner Staak bis 26. November 1980      |        | SPD       |
| Behörde für Inneres                                                                                | Alfons Pawelczyk                        |        | SPD       |
| Finanzbehörde                                                                                      | Wilhelm Nölling                         |        | SPD       |
| Bevollmächtigter beim Bund                                                                         | Günter Apel                             |        | SPD       |
| Behörde für Wissenschaft und Forschung ab 1. Dezember 1978                                         | Hansjörg Sinn                           |        | parteilos |
| Kulturbehörde ab 1. Dezember 1978                                                                  | Wolfgang Tarnowski                      |        | SPD       |
| Behörde für Bezirksangelegenheiten, Naturschutz und Umweltgestaltung ab 1. Dezember 1978           | Wolfgang Curilla                        |        | SPD       |